# 33E busz (Debrecen)
A debreceni 33E jelzésű autóbusz Nagymacs és a Segner tér között közlekedik gyorsjáratként. A viszonylatot a Debreceni Közlekedési Zrt. üzemelteti.

## Útvonala
| Nagymacs felé | Segner tér felé |
| --- | --- |
| Segner tér vá. – Pesti utca – Füredi út – Böszörményi út – Balmazújvárosi út – 33-as út – 3316-os út – Kastélykert utca – Nagymacs vá. | Nagymacs vá. – Kastélykert utca – 3316-os út – 33-as út – Balmazújvárosi út – Füredi út – Pesti utca – Segner tér vá. |

## Megállóhelyei
Az átszállási kapcsolatok között a sűrűbb megállási renddel közlekedő 33-as busz nincsen feltüntetve.
| 0  | Nagymacs végállomás           | 23 | |
| 1  | Nagymacs, Kastélykert utca    | 22 | |
| ∫  | Orgona utca                   | 15 | |
| 10 | Napraforgó utca               | 14 | |
| 11 | Orgona utca                   | ∫  | |
| ∫  | Kismacs, lakótelep            | 12 | Helyközi buszok |
| 15 | Bevásárlóközpontok            | 9  | 21, 42 Helyközi buszok |
| 20 | Füredi út (↓) Füredi Kapu (↑) | 4  | 15, 15Y, 21, 22, 22Y, 24, 24Y, 34, 35, 35E, 35Y, 36, 36E, A1 Helyközi buszok                                                                                      |
| 23 | Pesti utca                    | 2  | 11, 12, 14, 22, 22Y, 24, 24Y, 34, 35, 35E, 35Y, 36, 36E, 42, 42A                                                                                                  |
| 25 | Segner tér végállomás         | 0  | 3, 3A, 4, 5, 5A 10, 10A, 10Y, 11, 13, 14, 17, 17A, 24, 24Y, 25, 25Y, 34, 35, 35E, 35Y, 36, 42, 42A, 45, 46, 46E, 46H, 49, 49Y, 125, 125Y, 146, A1 Helyközi buszok |